# Saint-Romain-de-Monpazier
 Saint-Romain-de-Monpazier  (en occitano Sent Roma de Mont Pasièr) es una población y comuna francesa, situada en la región de Aquitania, departamento de Dordoña, en el distrito de Bergerac y cantón de Monpazier.

## Demografía
| 91 | 72 | 62 | 67 | 78 | 91 |
| Para los censos de 1962 a 1999 la población legal corresponde a la población sin duplicidades (Fuente: INSEE [Consultar]) |    |    |    |    |    |